# 大合坪乡
大合坪乡，是中华人民共和国湖南省怀化市沅陵县下辖的一个乡镇级行政单位。

## 行政区划
大合坪乡下辖以下地区：
长滩坪村、马鞍潭村、万池潭村、符家山村、双溪村、曹家坪村、大合坪村、大河滩村、安岗坪村、廖家坪村、茶溪村、唐家溶村、团坪村、谢家溪村、黄狮垭村、朱家界村、余家村、庄屋坪村、七甲溪村、阳山坪村、天井村和荆竹溪村。